# Менар, Клод (легкоатлет)
Клод Менар (фр. Claude Ménard, 14 ноября 1906 — 2 сентября 1980) — французский легкоатлет, призёр олимпийских игр.
Клод Менар родился в 1906 году в Монтрезоре, занимался прыжками в высоту. В 1926, 1928, 1929 и 1930 годах становился чемпионом Франции. В 1928 году стал бронзовым призёром Олимпийских игр в Амстердаме. В 1932 году принял участие в Олимпийских играх в Лос-Анджелесе, но там не смог добиться медали.